# Our Lady of the Nile
Our Lady of the Nile (Originaltitel: Notre-Dame du Nil) ist ein Filmdrama von Atiq Rahimi, das im September 2019 im Rahmen des Toronto International Film Festivals seine Premiere feierte und am 5. Februar 2020 in die französischen Kinos kam. Der Film basiert auf dem Roman Notre Dame du Nil von Scholastique Mukasonga.

## Handlung
In Ruanda im Jahre 1973. Am Institute Notre-Dame du Nil, einer christlichen Mädchenschule, die ganz in der Nähe eines Quellflusses des Nils gelegenen ist, gibt es eine Quote für Tutsi. Nur zehn Prozent der Schülerinnen sind Tutsi, die anderen Hutu. Hier wird die Elite herangezogen, ihre Eltern sind wohlhabend, und eine Schülerin ist sogar die Tochter eines Ministers. Ruanda ist ein fruchtbares Land, und das Institut ist umgeben von Wäldern, sanften Hügeln und grünen Wiesen. An der Schule darf nur Französisch gesprochen werden, und die Leiterin duldet keine Diebinnen und Lügnerinnen. Rund zehn Mädchen teilen sich einen Schlafraum. An den Wänden hängen Fotos und Poster von den Familien, aber auch von einigen westlichen Stars.
Die Schülerinnen werden für die täglichen Aufgaben eingeteilt. Einige von ihnen sollen die Namensgeberin der Schule säubern, die schwarze Madonna Notre-Dame du Nil. Gelegentlich schaut Mr. Fontenaille bei den Mädchen vorbei, der Zeichnungen von den Mädchen fertigt und ihnen damit eine kleine Freude macht. Einmal besuchen die Schülerinnen Modest und Veronica ihn in seinem Haus. Mr. Fontenaille ist von den verschiedenen afrikanischen Ethnien fasziniert, studiert diese intensiv, hat viele Fotos von Menschen verschiedener Ethnien und hat sogar ein kleines Museum in seinem Haus eingerichtet, das sich mit der Tutsi-Kultur beschäftigt. Er erklärt dem Tutsi-Mädchen Veronica, für ihn seien sie die Aristokraten der Schwarzen Afrikas. Im Garten hat Mr. Fontenaille eine Grabstätte für eine frühere schwarze Pharaonin errichtet, in der sich die Gebeine der Tutsi-Herrscherin befinden sollen, die er die „Schwarze Königin“ nennt, geziert von einer kleinen Pyramide. Zumindest denkt er, es handele sich um ihre echten Gebeine.
Als die Schülerin Veronica sich eines Tages an die Geschichte der „Schwarzen Königin“ erinnert, die ihr Mr. Fontenaille erzählte und von der sie seitdem besessen ist, besucht das Tutsi-Mädchen diesen, bekommt von ihm eine Droge im Getränk verabreicht und wird von ihm gezeichnet. Veronica erlebt Halluzinationen, die von der Kultur ihrer Ahnen geprägt sind, sich aber auch mit christlichen Motiven vermischen. Als eine Mitschülerin hiervon erfährt, sucht sie Rat bei einer Hexe. Um die „Schwarze Königin“, von der ihre Mitschülerin scheinbar besessen ist, wieder ins Reich der Toten zu schicken und damit auch aus Veronicas Visionen zu bannen, soll sie ein Ritual durchführen, das viele komplizierte Schritte umfasst.
Als die Schülerinnen Modesta und Gloriosa an einem Tag zurück ins Institut kommen, denken sie sich eine Lüge aus, sie seien von aufständischen Rebellen attackiert worden, die einen Überfall des Instituts planen. Modesta und Gloriosa werden als Heldinnen gefeiert und das Institut unter den Schutz von Soldaten gestellt. Nachdem zwei Hutu-Mädchen in einer Nacht- und Nebelaktion versuchen, der Notre-Dame du Nil eine ausgeprägtere Nase zu verpassen, weil sie ihnen „zu Tutsi“ erscheint, entdecken die Schülerinnen und Lehrerinnen des Instituts am nächsten Tag bei einer Prozession zur schwarzen Madonna, dass diese nun gar keine Nase mehr hat. Die Tochter des Ministers äußert besseren Wissens öffentlich den Verdacht, diese Tat sei von Tutsi begangen worden.

## Produktion

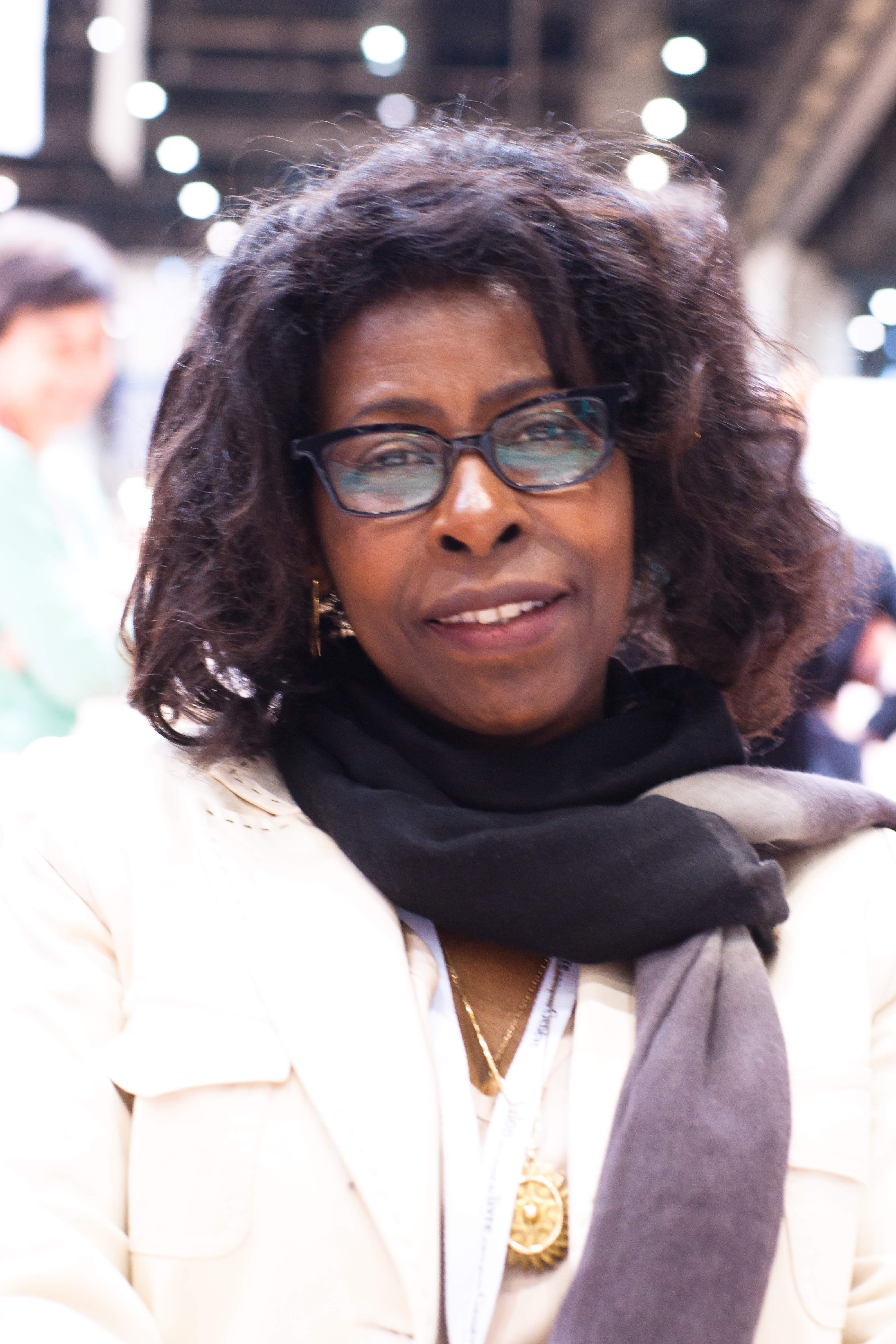
Der Film basiert auf dem Roman Notre Dame du Nil von Scholastique Mukasonga

Der Film basiert auf dem Roman Notre Dame du Nil der ruandischen Schriftstellerin Scholastique Mukasonga aus dem Jahr 2012, der von wahren Begebenheiten im Vorfeld des Völkermordes des Bürgerkriegs 1994 inspiriert ist. Regie führte der französische Schriftsteller und Dokumentarfilmer Atiq Rahimi, der auch Mukasongas Roman für den Film adaptierte.
Eine erste Vorstellung des Films erfolgte am 5. September 2019 im Rahmen des Toronto International Film Festivals. Ende Oktober 2019 erfolgte eine Vorstellung beim Carthage Film Festival in Tunesien, im Januar 2020 beim Palm Springs International Film Festival. Am 5. Februar 2020 kam er in die französischen Kinos. Ebenfalls im Februar 2020 wurde der Film bei den Filmfestspielen in Berlin im Rahmen der Sektion Generation 14plus gezeigt und hier als bester Film der Sektion mit dem Gläsernen Bären ausgezeichnet. In der Begründung der Jury heißt es: „Der Film hat uns auf vielen Ebenen packend die Geschichte von Menschen erzählt, die geographisch und kulturell so weit weg sind und uns dennoch nicht fremd waren. Die Farben, Musik und Poesie bannten uns und ließen uns den Film in all seinen Facetten spüren. Durch die großartige schauspielerische Leistung und Erzählweise wurden uns die Menschen in ihrer Würde und Wichtigkeit dargestellt und ein authentisches Gefühl gegeben. […] Politisch, poetisch, stilistisch und menschlich wurden wir überzeugt.“ Anfang November 2020 wurde er beim Europäischen Filmfestival in Sevilla vorgestellt.

## Auszeichnungen
Antalya Golden Orange Film Festival 2019
- Nominierung als Bester Film für den International Feature Film Competition Award (Atiq Rahimi)

El Gouna Film Festival 2019
- Nominierung für den Golden Star im Feature Narrative Competition (Atiq Rahimi)

Internationale Filmfestspiele Berlin 2020
- Gläserner Bär für den Besten Film in der Sektion Generation 14plus (Atiq Rahimi)[5]
- Nominierung für den Amnesty-International-Filmpreis[6]

LUCAS – Internationales Festival für junge Filmfans 2020
- Auszeichnung mit dem Preis für eine außergewöhnliche cineastische Leistung[7]